# Ottica

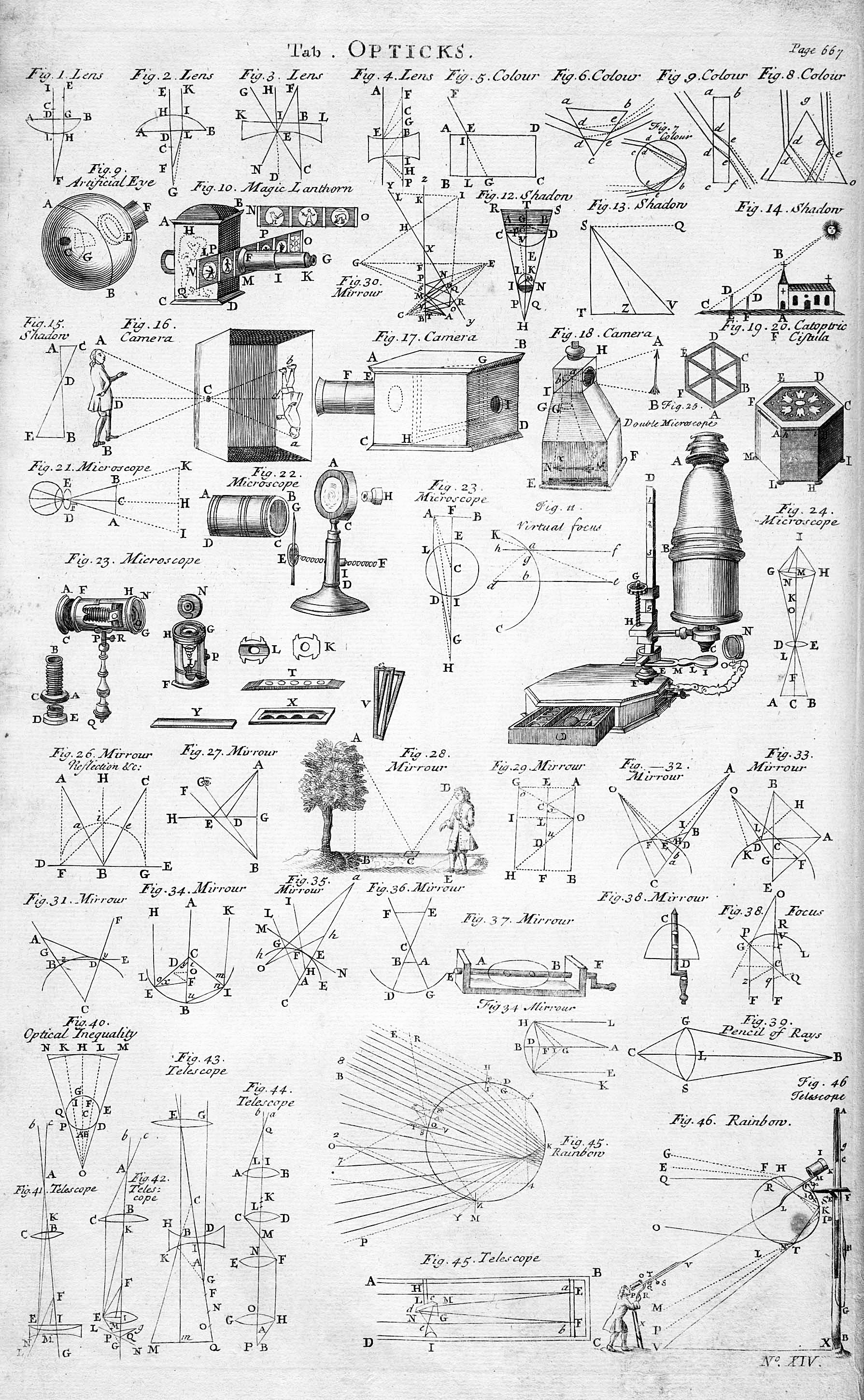
Table of Opticks, 1728 Cyclopaedia

L’ottica è la branca dell'elettromagnetismo che descrive il comportamento e le proprietà della luce e l'interazione di questa con la materia (fotometria). L'ottica affronta quelli che sono chiamati i fenomeni ottici, da un lato per spiegarli e dall'altro per ottenere risultati sperimentali che le consentano di crescere come disciplina fenomenologica e modellistica. Esistono tre branche dell'ottica: l'ottica geometrica, l'ottica fisica e l'ottica quantistica.

## Storia

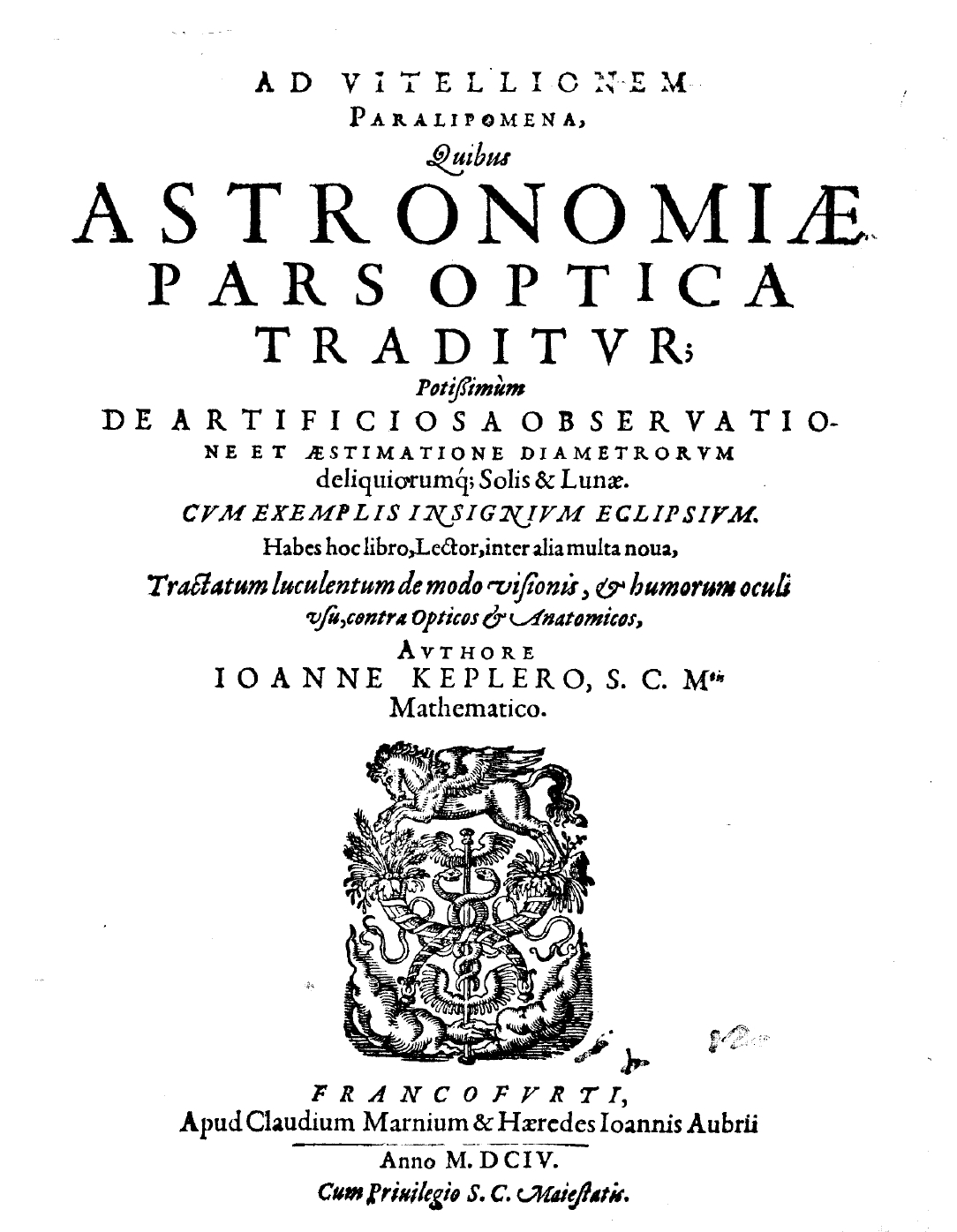
Il primo trattato di ottica di Giovanni Keplero, Ad Vitellionem paralipomena quibus astronomiae pars optica traditur, 1604

Le prime teorie sul funzionamento dell'occhio, sulla luce e sulle immagini risalgono all'antica Grecia, in particolare a Pitagora che, nel VI secolo a.C., sosteneva che l'occhio inviasse raggi visuali, pensati come rette, a esplorare l'ambiente esterno. Diversamente da lui la pensavano gli atomisti e Democrito in particolare: la loro teoria consisteva in simulacri o idola emessi dagli oggetti e ricevuti dall'occhio.
Intorno al 300 a.C. Euclide, sostenendo le teorie di Pitagora, riorganizzò le teorie dell'ottica in un trattato, nel quale spiegò anche le leggi della riflessione: diede di fatto vita all'ottica geometrica.
Nei secoli successivi venne sviluppata l'ottica geometrica, sia nel mondo occidentale (in particolare da Claudio Tolomeo nel II secolo) sia in quello islamico, ad esempio con i notevolissimi contributi di Ibn Sahl e di Alhazen. È di quest'ultimo l'idea che ogni punto emette infiniti raggi luminosi, ma solo il cono di raggi che convergono nell'occhio determinano la visione. Le sue teorie vennero portate in occidente nel XIII secolo dal monaco polacco Vitellione.
Grazie al lavoro di Alhazen, l'abate Francesco Maurolico di Messina riuscì a dare una spiegazione al funzionamento dell'occhio, di come le immagini vengono focalizzate sulla retina attraverso il cristallino. Keplero, nel 1604, riprese il lavoro dell'abate nel suo Ad Vitellionem paralipomena ("Aggiunte alla Perspectiva di Witelo"), esponendo quella che è, con pochi cambiamenti, l'ottica geometrica moderna. Il Paralipomena venne integrato (sempre da Keplero) nel 1610 con la Dioptrice, nella quale inserì la parte dell'ottica riguardante le lenti.
Successivamente Snell ricavò sperimentalmente le leggi sulla rifrazione, contemporaneamente a René Descartes che tentò di spiegarle ipotizzando la luce come corpuscoli in rapido movimento.

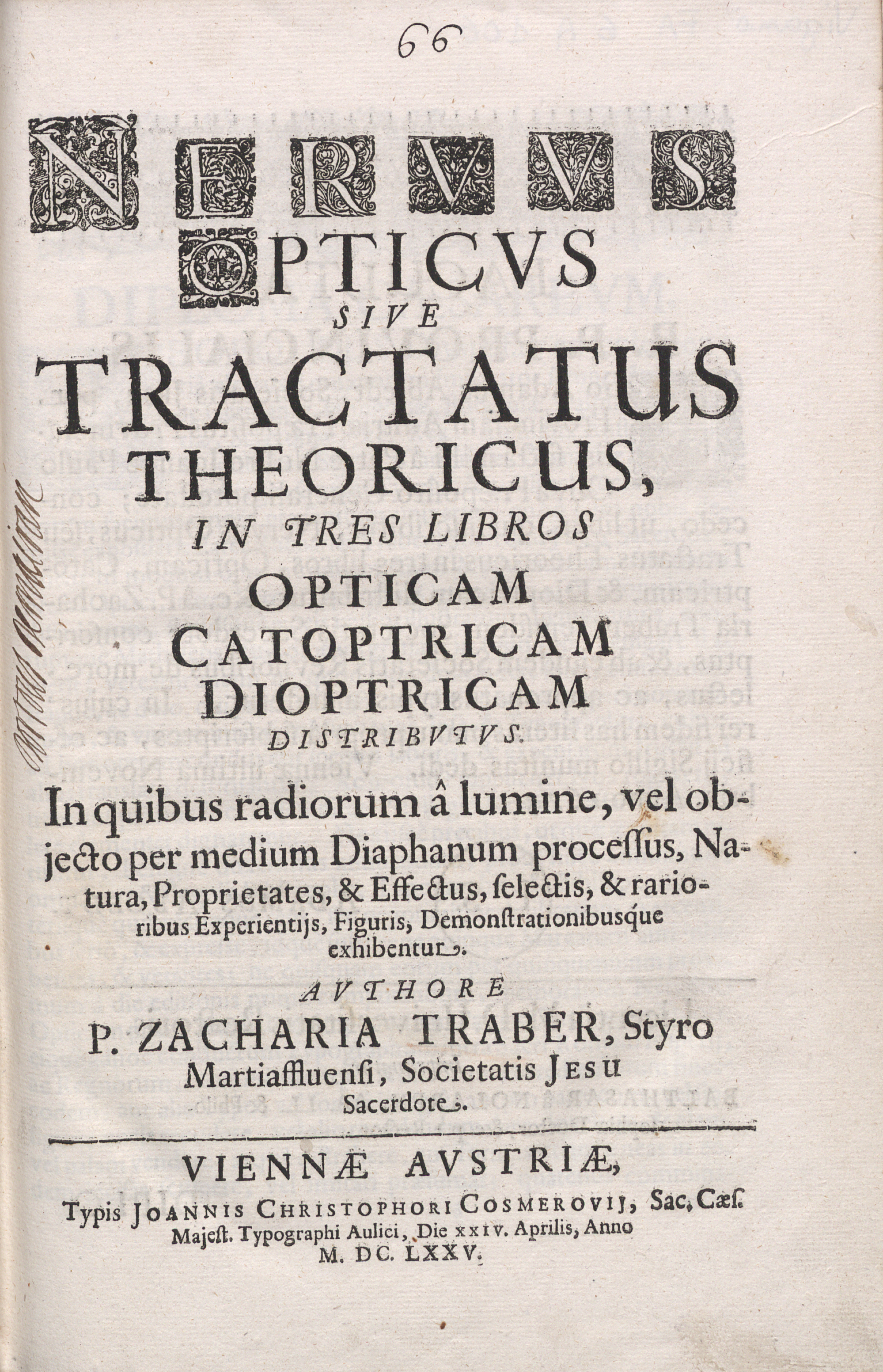
Nervus opticus (1675) di Zacharias Traber, autore che fu fra i punti di riferimento dell'ottica del XVII e XVIII secolo.

Nel 1665, il gesuita Francesco Maria Grimaldi osservò (nel suo Physico-Mathesis de lumine, coloribus et iride) il fenomeno della diffrazione. Queste diede luogo ad un dibattito che durò secoli sulla natura corpuscolare o ondulatoria della luce: la prima sostenuta da Isaac Newton nell'opera Opticks (1704), la seconda da Christiaan Huygens nel Traité de la lumière (Trattato sulla luce, 1690), dove sosteneva che la luce consistesse nel movimento ondulatorio dell'etere.
George Berkeley distinse l'ottica psicologica da Modica fisiologica e geometrica, affermando che nell'essere umano non esistono idee innate, ma che tutto, inclusa la visione, è frutto di un processo di apprendimento. Come nelle sensazioni cinestetico-tattili, la percezione della distanza, dall'estensione e della profondità deriva da un'inferenza psicologica. Secondo questa teoria, una persona cieca dalla nascita, una volta riacquistata la vista, necessita di un processo di apprendimento graduale prima di poter distinguere chiaramente gli oggetti all'interno di un caos bidimensionale. Tale teoria fu sperimentalmente verificata nel 1728. 
Inizialmente fu la teoria corpuscolare ad avere il sopravvento, fino a che gli esperimenti sull'interferenza di Thomas Young nel 1801, seguiti dagli studi di Augustin-Jean Fresnel e la misurazione della velocità della luce da parte di Foucault, non portarono abbondanti prove sulla validità della teoria ondulatoria.
Nel 1873 Maxwell dimostrò per via teorica la natura elettromagnetica della luce, confermata dall'osservazione di onde elettromagnetiche diverse dalla luce da parte di Heinrich Rudolf Hertz nel 1887.
Pochi anni dopo (nel 1900) Max Planck costrinse ad una nuova svolta le teorie dell'ottica, dimostrando che le radiazioni elettromagnetiche dovevano essere emesse sotto forma di quantità finite di energia, i quanti. Di lì a cinque anni Albert Einstein dimostrò che la luce si comporta come minuscoli corpuscoli, chiamati fotoni.
Sempre Einstein, nello stesso anno (1905) sviluppò la teoria della relatività, rendendo superflua l'ipotesi dell'esistenza dell'etere.
La risoluzione del problema della luce come particella o come onda si risolse pochi anni dopo con lo sviluppo della meccanica quantistica, che spiegò come la luce si comporta sia da particella che da onda elettromagnetica, a seconda dell’apparato sperimentale che viene predisposto (principio di complementarità).

## Descrizione
L'ottica di solito studia il comportamento delle radiazioni con le frequenze del visibile, dell'infrarosso e dell'ultravioletto; tuttavia si incontrano fenomeni analoghi nelle frequenze dei raggi X, delle microonde, delle onde radio (o radiofrequenze) e di altre gamme della radiazione elettromagnetica. L'ottica, in primis e in senso classico, può quindi essere considerata come una parte dell'elettromagnetismo. Vi sono poi fenomeni ottici che dipendono dalla natura quantistica della luce e che richiedono strumenti e risultati della meccanica quantistica (fotonica, ottica quantistica e microfotonica).
L'ottica, però costituisce un settore piuttosto separato dalle comunità della fisica. Possiede sue associazioni, sue conferenze e una sua propria identità. Gli aspetti più strettamente scientifici del settore spesso vengono fatti cadere sotto i termini di Scienza Ottica o Fisica Ottica, mentre gli studi di ottica applicata sono fatti afferire all'ingegneria ottica. Inoltre le applicazioni dell'ingegneria ottica ai sistemi di illuminazione vengono assegnate all'ingegneria dell'illuminazione. Ciascuno di questi settori disciplinari tende a differenziarsi dagli altri nelle applicazioni, nelle competenze tecniche e negli albi professionali.
Dati gli estesi interventi della scienza della luce nelle applicazioni del mondo reale, l'area della Scienza Ottica e dell'Ingegneria Ottica presenta marcate caratteristiche interdisciplinari. Sono numerose le aree disciplinari nelle quali si incontrano forti influssi e apporti determinanti della Scienza Ottica: ingegneria elettrica, fisica, psicologia, medicina, scienze della Terra, ecc.

### Ottica nella vita quotidiana

Schema concettuale della dispersione ottica

Molti fenomeni, quali arcobaleni, aloni solari e lunari, pareli e paraseleni, apparizioni della fata Morgana, altri miraggi, e le meno usuali
manifestazioni del raggio verde e dell'aurora boreale, sono spiegati dalle teorie fisiche della luce e dalle teorie della percezione che si fanno rientrare usualmente nell'Ottica.

### Ottica senza immagini
Una nuova forma di ottica è l'ottica senza immagini nella quale principalmente sono utilizzati il concentratore non focalizzante destinato a convogliare la radiazione solare nelle cucine dei Paesi tropicali e la fibra ottica destinata al trasporto dati o all'acquisizione d'immagini in endoscopia con l'uso di una fibra priva d'immagine per ogni pixel.
Questa nuova branca sarà destinata in futuro alla realizzazione di computer ottici molto più potenti degli attuali.